# Enoploides harpax
Enoploides harpax is een rondwormensoort uit de familie van de Thoracostomopsidae.